# Caloplaca queenslandica
Caloplaca queenslandica är en lavart som beskrevs av Kalb, S. Y. Kondr., Elix & Kärnefelt. Caloplaca queenslandica ingår i släktet orangelavar och familjen Teloschistaceae.   Inga underarter finns listade i Catalogue of Life.